# 刘磊 (1977年)
刘磊（1977年7月—），男，安徽滁州人，国家杰出青年科学基金获得者，清华大学化学系教授。

## 生平
1999年本科毕业于中国科学技术大学。2004年在美国哥伦比亚大学化学系获博士学位。2004年至2007年，在美国斯克里普斯研究所从事博士后研究。2007年进入清华大学工作，现任清华大学化学系教授。
主要从事蛋白质的化学合成研究。曾获中国化学会青年化学奖、药明康德生命化学研究奖、第十三届中国青年科技奖、国家自然科学二等奖、科学探索奖、京博科技进步奖等荣誉。入选2016年度长江学者特聘教授。2012年获国家杰出青年科学基金资助，2023年获“新基石研究员项目”资助。